# هیوا کورپوریشن
هیوا کورپوریشن (انگلیسی: Heiwa Corporation) شرکت سرگرمی ژاپنی است، که در سال ۱۹۴۹ تأسیس شد.